# Tom Baker (Musiker)
Tom Baker (* 14. September 1952 in Oakdale, Kalifornien; † 23. Oktober 2001 in Breda, Niederlande) war ein australisch-US-amerikanischer Jazzmusiker (Trompete, Saxophon, Klarinette, Basstuba, Posaune).

## Leben und Wirken
Baker wuchs in Kalifornien und auf, graduierte 1969 an der Escalon High School und studierte am Modesto Junior College und der University of the Pacific; in Schulbands spielte er Trompete und Tuba. Als er 19 Jahre war, zog er mit seiner Familie nach Australien. Er lebte dann in Sydney und arbeitete Anfang der 1970er Jahre in verschiedenen Clubbands, dann mit Dave Banham's Northside Jazzmen, der Abbey Jazz Band und dem Ray Price-Quintett, mit dem er in Australien, Neuseeland und Neuguinea auf Tourneen ging. Mit Nick Boston's Colonial Jazz Band, in der Baker Tubist war, entstanden erste Aufnahmen.
Ab Mitte der 1970er Jahre war er in der internationalen Jazzszene aktiv und arbeitete mit Musikern des Mainstream Jazz und des Traditional Jazz wie Cab Calloway, Warren Vaché, Scott Hamilton, Dick Wellstood, Doc Cheatham, Bob Wilber, Ralph Sutton und Arnett Cobb. 1975 gründete er seine eigene Band, Tom Baker's San Francisco Jazz Band, die bei der 30th Australian Jazz Convention in Balmain bei Sydney debütierte. Er tourte mit der Band längere Zeit in den Vereinigten Staaten. Nach seiner Rückkehr nach Sydney 1981 gründete er die Bop-Band Groove City, in der er Saxophon spielte; mit der Formation begleitete er Oscar Peterson und Anita O’Day bei Australien-Tourneen; außerdem gehörte er der als Baritonsaxophonist Morrison Brother's Big Bad Band an. Seit den 1980er Jahren spielte er häufig in Europa, wie auf dem Breda Festival. Neben seinem Hauptinstrument, der Trompete spielte er außerdem Saxophone, Klarinette, Basstuba und Posaune. Regelmäßig konzertierte Baker in seinen letzten Jahren beim New Orleans Jazz Ascona Festival, wo er u. a. mit Sammy Rimington und Kenny Davern spielte; außerdem arbeitete er in dieser Zeit mit Anita O’Day, Arvell Shaw und Joe Muranyi. Er starb mit 49 Jahren während einer Tournee mit den Swingcats in Breda an einem Herzinfarkt.

## Diskographische Hinweise
- Absolutely Positively (1991)
- Tom Baker and Friends